# Ramon Cardona Pla
Ramon Cardona Pla (Vallibona, els Ports, 2 d'abril de 1958) és un polític i mestre valencià, diputat a les Corts Valencianes entre 1999 i 2007 per Castelló a les llistes d'Esquerra Unida del País Valencià (EUPV).
Llicenciat en Filosofia i Ciències de l'Educació en l'especialitat de Psicologia. Ha desenvolupat la seua feina com a professor d'educació primària, psicòleg, logopeda i mestre d'educació especial en centres públics. L'any 1989 obté plaça als Serveis Psicopedagògics Escolars (SPE) de la Conselleria d'Educació. Destinat al SPE de la Plana Baixa.
Inicia la seua activitat política el 1986, amb motiu de la campanya contra l'entrada d'Espanya en l'OTAN. Ingressa un any després a EUPV però sense adscripció a cap corrent. Entre 1988-1991 és tinent d'alcalde d'aquesta formació a la població de Betxí i col·labora en la creació de nombrosos col·lectius locals. Elegit com a cap de llista d'EUPV per la circumscripció de Castelló per a les eleccions locals i autonòmics de juny del 1999 i 2003 (dins la coalició d'EU - L'Entesa).
En 2008 va abandonar Esquerra Unida del País Valencià per desavinenteses amb la direcció.